# تسييل الغازات

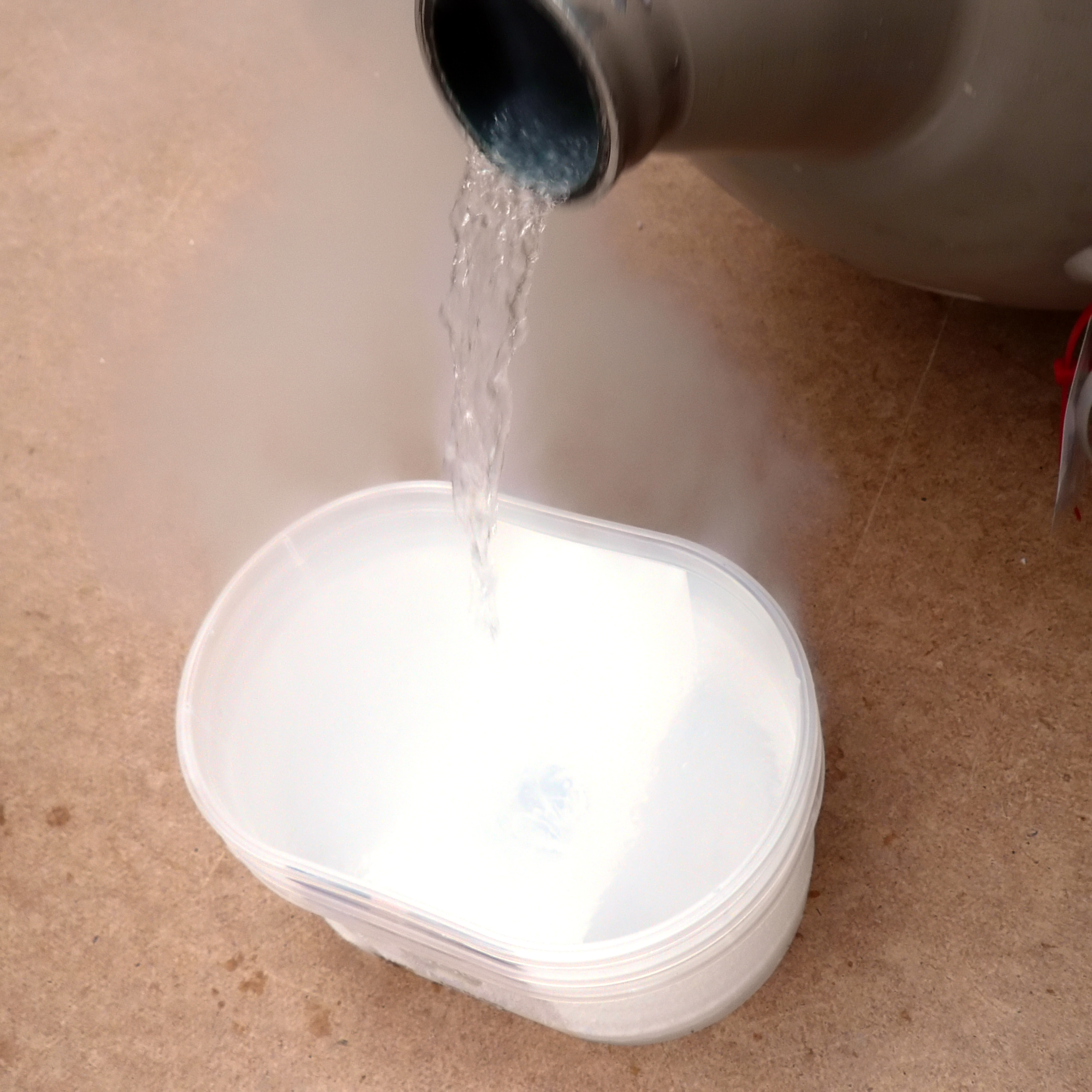
نتروجين سائل

يمكن تسييل الغازات وتحويلها إلى الحالة السائلة. وتستخدم هذه العملية في أغراض كثيرة . في الأبحاث العلمية وفي الإنتاج الصناعي . وكثير من الغازات يمكن تسييله تحت الضغط الجوي العادي بعملية تبريد بسيطة . أما تسييل ثاني أكسيد الكربون فهو يحتاج إلى زيادة في الضغط إلى جانب عملية التبريد.
ويستخدم التسييل في دراسة خواص الغاز وجزيئاته، ومنها دراسة قوي الربط في الجزيئات، ولتخزين الغازات مثل الغاز النفطي المسال LPG والغاز الطبيعي المسال LNG. كما تعمل جميع الثلاجات بعملية التسييل كذلك يعتمد عمل مكيفات الهواء . وفيها يسيـّل الغاز في المكثف حيث تنطلق حرارة التبخر ، وتتبخر في المبخر حيث تـُمتص حرارة التبخير . وأول ما استعمل لتلك العملية كانت الأمونيا ، إلا أنها استبدلت فيما بعد بمركبات الهالوجينية أو مشتقات من البترول.
اسالة الغازات يتضمن عدد من المراحل من أجل تحويل الغاز إلى الحالة السائل. العملية تستغل من أجل العلم والصناعة والتجارة. العديد من الغازات من الممكن ان يتحولوا إلى سوائل تحت الضغط الجوى المعتاد عن طريق التبريد العادي مثل ثاني أكسيد الكربون.

## الاستخدامات
الإسالة تستخدم من أجل تحليل الخصائص الأساسية لجزيئات الغاز، من أجل تخزين الغازات، على سبيل المثال: غاز البترول المسال وفي التبريد والتكييف. هذه هي فوائد اسالة الغازات، حيث تحدث عملية التبخر ويتبخر في المبخر، حيث يتم امتصاص الحرارة من أجل التبخر، فأن الجسم الذي يتم امتصاص الحرارة منه يفقد حرارة وبهذا يصبح أكثر برودة وهذه هي عملية التبريد وذلك مثل وضع كمية من الكحول على اليد فإننا نشعر ببرودة وذلك بسبب ان الكحول يأخذ حرارة من جسمنا لكى يتبخر وأيضا مثل غاز البوتجاز الذي يكون في اسطوانة البوتجاز عبارة عن سائلا ووصل إلى السيولة بالتبريد تحت درجة حرارة اقل من الصفر درجة سيلزيوس ويهتم بهذا العلم المهندسون الكيميائيون.
يستخدم في المستشفيات غاز الأكسجين المسيـّل في معالجة المرضى الذين يعانون صعوبات في التنفس . كما يستخدم أطباء الأمراض الجلدية النتروجين السائل . وكذلك يُستخدم النيتروجين السائل للحفاط على الحيوانات المنوية للرجال، وكذلك للحفاظ علي بويضات الحمل عند النساء وتخزينها لوقت اللزوم . ويُستعمل غاز الكلور المسيـّل في تطهير الماء، ويضاف إلى مياه حمامات السباحة بغرض التطهير . ويستعمل الكلور السائل أيضا في تبييض المنسوجات وفي تصنيع العديد من المركبات الكيميائية، مثل تتراكلوريد الكربون والجليكول وغيرها. وقد استخدم الفوسجين خلال الحرب العالمية الأولى ضد جنود الأعداء، حيث كانت تملؤ به القنابل .
وتم تسييل غاز الهيليوم (4He) بوساطة طريقة تسمي دائرة هامبسون-ليندا ونالت من أجلها العالمة هايكا كامرلنغ أونس على جائزة نوبل عام 1913 . فتحت الضغط الجوي العادي يغلي الهيليوم المسيّل عند درجة حرارة 22و4 كلفن (أي -268.93 درجة مئوية). ويبدي الهيليوم السائل 4He تحت درجة حرارة 17و2 كلفن خواصا عجيبة، مثل الصعود على جدران القوارير والأنابيب، وتصبح درجة لزوجته صفرا، وهذه الخاصية تسمي السيولة الفائقة.
وعموما فعملية تسييل الغازات عملية صعبة حيث يتتابع فيها زيادة الضغط والتخلخل، وتكرار عمليات رفع الضغط والخلخلة و خفض درجة الحرارة، وقد طورت مخلخلات للضغط لهذه الأغراض عالية الأداء .
ويتم تسييل الهواء عادة بخلط غاز الآرجون بالهواء ثم فصل المكونات بالتكرير.